# ブルーノ・バルデス
ブルーノ・アミルカル・バルデス（Bruno Amílcar Valdez , 1992年10月6日 - ）は、パラグアイ・中央県フェルナンド・デ・ラ・モラ出身のサッカー選手。プリメーラ・ディビシオン・ボカ・ジュニアーズ所属。ポジションはDF。

## クラブ経歴
2011年にリーガ・パラグアージャのソル・デ・アメリカでプロデビュー。2014年にセロ・ポルテーニョに移籍し、2015年のリーグ優勝を経験した。
2016年7月、リーガMXのクラブ・アメリカに移籍。

## パラグアイ代表
2015年6月7日のホンジュラス戦でパラグアイ代表デビュー。同年のコパ・アメリカ2015、2016年のコパ・アメリカ・センテナリオ 、コパ・アメリカ2019といった主要大会などに出場した。